# لغة مونو
لغة مونو هي لغة أميركية أصلية للهنود الحمر في كاليفورنيا انقرضت تقريبا.

## وصلات خارجية
- Ethnologue report for Mono
  - Linguistic lineage for Mono